# Aphis cliftonensis
Aphis cliftonensis är en insektsart. Aphis cliftonensis ingår i släktet Aphis och familjen långrörsbladlöss. Inga underarter finns listade i Catalogue of Life.